# Chinatsu Kira
Chinatsu Kira (吉良 知夏 Kira Chinatsu?), född 5 juli 1991, är en japansk fotbollsspelare som spelar för Urawa Reds.
Chinatsu Kira spelade 12 landskamper för det japanska landslaget. Hon deltog bland annat i Asiatiska mästerskapet i fotboll för damer 2014 och Asiatiska spelen 2014.